# Porphyrinia purrulenta
Porphyrinia purrulenta là một loài bướm đêm trong họ Noctuidae.